# Hips Don't Lie
"Hips Don't Lie" là một bài hát của nghệ sĩ thu âm người Colombia Shakira hợp tác với rapper người Haiti Wyclef Jean cho phiên bản tái phát hành của album phòng thu thứ bảy của Shakira, Oral Fixation, Vol. 2 (2005). Nó được phát hành vào ngày 28 tháng 2 năm 2006 như là đĩa đơn thứ hai trích từ album bởi Epic Records. Bài hát được viết lời và sản xuất bởi Shakira, Jean, Jerry 'Wonder' Duplessis và LaTavia Parker. Đây là một bản Latin pop kết hợp với những yếu tố từ salsa, trong đó kết hợp phần nhạc mẫu từ đĩa đơn trước của Jean "Dance Like This" và "Amores Como el Nuestro", được viết lời bởi Omar Alfanno. Một phiên bản tiếng Tây Ban Nha của bài hát cũng được phát hành, với tên gọi "Será, Será (Las Caderas No Mienten)", bên cạnh một phiên bản mới được sản xuất bởi RedOne "Hips Don't Lie/Bamboo" và ra mắt ở lễ bế mạc Giải bóng đá vô địch thế giới 2006.
Sau khi phát hành, "Hips Don't Lie" đa phần nhận được những phản ứng tích cực từ các nhà phê bình âm nhạc, trong đó họ đánh giá cao giai điệu bắt tai cũng như quá trình sản xuất của nó. Bài hát còn nhận được nhiều giải thưởng và đề cử tại những lễ trao giải lớn, bao gồm đề cử giải Grammy cho Hợp tác giọng pop xuất sắc nhất tại lễ trao giải thường niên lần thứ 49. Được xem là bài hát trứ danh trong sự nghiệp của Shakira, "Hips Don't Lie" đã gặt hái những thành công ngoài sức tưởng tượng về mặt thương mại, đứng đầu các bảng xếp hạng ở 55 quốc gia trên toàn cầu, bao gồm nhiều thị trường lớn như Úc, Canada, Pháp, Đức, Ý, Hà Lan, Thụy Sĩ và Vương quốc Anh. Tại Hoa Kỳ, bài hát đạt vị trí số một trên bảng xếp hạng Billboard Hot 100 trong hai tuần liên tiếp, trở thành đĩa đơn quán quân đầu tiên của Shakira và Jean tại đây. Ngoài ra, "Hips Don't Lie" cũng phá vỡ kỷ lục về lượt phát sóng trên đài phát thanh trong một tuần và doanh số tiêu thụ nhạc số nhanh nhất ở Hoa Kỳ lúc bấy giờ. Tính đến nay, nó đã bán được hơn 13 triệu bản trên toàn cầu, trở thành một trong những đĩa đơn bán chạy nhất mọi thời đại.
Video ca nhạc cho "Hips Don't Lie" được đạo diễn bởi Sophie Muller, trong đó hầu hết bao gồm những cảnh Shakira và Jean trình diễn bài hát và nhảy múa ở một sân vận động. Nó đã nhận được bảy đề cử tại Giải Video âm nhạc của MTV năm 2006, bao gồm nhiều hạng mục quan trọng như Video của năm và Video xuất sắc nhất của nữ ca sĩ, và chiến thắng một giải cho Video có vũ đạo xuất sắc nhất. Để quảng bá bài hát, bộ đôi đã trình diễn "Hips Don't Lie" trên nhiều chương trình truyền hình và lễ trao giải lớn, như American Idol, Dancing with the Stars, The Ellen DeGeneres Show, Today, giải Video âm nhạc của MTV năm 2006, giải Grammy lần thứ 49 và lễ khai mạc cũng như bế mạc của Giải bóng đá vô địch thế giới 2006, và trong tất cả những chuyến lưu diễn trong sự nghiệp của Shakira kể từ khi phát hành.

## Danh sách bài hát
Đĩa CD
1. "Hips Don't Lie" (hợp tác với Wyclef Jean) – 3:41
2. "Dreams for Plans" – 4:02
3. "Hips Don't Lie" (hợp tác với Wyclef Jean) (Wyclef's Mixshow phối) – 4:09

Đĩa CD maxi
1. "Hips Don't Lie" (hợp tác với Wyclef Jean) – 3:41
2. "Hips Don't Lie" (hợp tác với Wyclef Jean) (Wyclef phối lại) – 3:59
3. "Hips Don't Lie" (hợp tác với Wyclef Jean) (Wyclef Mix Show phối) – 4:09
4. "Hips Don't Lie" (hợp tác với Wyclef Jean) (Wyclef phối lại không lời) – 3:57
5. "Hips Don't Lie/Bamboo" (bản Giải bóng đá vô địch thế giới 2006) – 3:24
6. "Será Será (Las Caderas No Mienten)" (bản tiếng Tây Ban Nha) – 3:35

## Xếp hạng
| Bảng xếp hạng (2006)                  | Vị trí cao nhất |
| ------------------------------------- | --------------- |
| Úc (ARIA)                             | 1               |
| Áo (Ö3 Austria Top 40)                | 2               |
| Bỉ (Ultratop 50 Flanders)             | 1               |
| Bỉ (Ultratop 50 Wallonia)             | 1               |
| Brasil (Crowley Broadcast Analysis)   | 2               |
| Canada (Canadian Singles Chart)       | 1               |
| Cộng hòa Séc (Rádio Top 100)          | 1               |
| Đan Mạch (Tracklisten)                | 4               |
| Châu Âu (European Hot 100 Singles)    | 1               |
| Phần Lan (Suomen virallinen lista)    | 2               |
| Pháp (SNEP)                           | 1               |
| Đức (Official German Charts)          | 1               |
| Hungary (Rádiós Top 40)               | 1               |
| Hungary (Single Top 40)               | 2               |
| Ireland (IRMA)                        | 1               |
| Ý (FIMI)                              | 1               |
| Nhật Bản (Japan Hot 100)              | 2               |
| Hà Lan (Dutch Top 40)                 | 1               |
| Hà Lan (Single Top 100)               | 1               |
| New Zealand (Recorded Music NZ)       | 1               |
| Na Uy (VG-lista)                      | 2               |
| Ba Lan (Airplay Chart)                | 2               |
| Romania (UPFR)                        | 1               |
| Slovakia (Rádio Top 100)              | 8               |
| Thụy Điển (Sverigetopplistan)         | 45              |
| Thụy Sĩ (Schweizer Hitparade)         | 1               |
| Anh Quốc (OCC)                        | 1               |
| Hoa Kỳ Billboard Hot 100              | 1               |
| Hoa Kỳ Adult Contemporary (Billboard) | 24              |
| Hoa Kỳ Adult Pop Airplay (Billboard)  | 18              |
| Hoa Kỳ Pop Airplay (Billboard)        | 1               |
| Hoa Kỳ Hot Latin Songs (Billboard)    | 1               |
| Hoa Kỳ Rhythmic (Billboard)           | 5               |
| Venezuela Pop Rock (Record Report)    | 1               |

| Bảng xếp hạng (2006)                 | Vị trí |
| ------------------------------------ | ------ |
| Australia (ARIA)                     | 3      |
| Austria (Ö3 Austria Top 40)          | 3      |
| Belgium (Ultratop 50 Flanders)       | 5      |
| Belgium (Ultratop 40 Wallonia)       | 1      |
| Denmark (Tracklisten)                | 3      |
| Europe (European Hot 100 Singles)    | 1      |
| Finland (Suomen virallinen lista)    | 23     |
| France (SNEP)                        | 13     |
| Germany (Official German Charts)     | 3      |
| Hungary (Rádiós Top 40)              | 6      |
| Ireland (IRMA)                       | 2      |
| Italy (FIMI)                         | 3      |
| Japan (Tokyo Hot 100)                | 79     |
| Netherlands (Dutch Top 40)           | 3      |
| Netherlands (Single Top 100)         | 3      |
| New Zealand (Recorded Music NZ)      | 4      |
| Romania (UPFR)                       | 1      |
| Switzerland (Schweizer Hitparade)    | 1      |
| UK Singles (Official Charts Company) | 3      |
| US Billboard Hot 100                 | 5      |
| US Pop Songs (Billboard)             | 3      |
| US Latin Songs (Billboard)           | 2      |

| Bảng xếp hạng (2000-09)              | Vị trí |
| ------------------------------------ | ------ |
| Austria (Ö3 Austria Top 40)          | 21     |
| Germany (Official German Charts)     | 30     |
| Netherlands (Dutch Top 40)           | 11     |
| Netherlands (Single Top 100)         | 43     |
| UK Singles (Official Charts Company) | 46     |
| US Pop Songs (Billboard)             | 32     |

| Bảng xếp hạng            | Vị trí |
| ------------------------ | ------ |
| US Pop Songs (Billboard) | 93     |

## Chứng nhận và doanh số
| Quốc gia | Chứng nhận    | Số đơn vị/doanh số chứng nhận |
| --- | ------------- | ----------------------------- |
| Úc (ARIA) | 6× Bạch kim   | 420.000‡                      |
| Áo (IFPI Áo) | Vàng          | 15.000*                       |
| Bỉ (BEA) | Bạch kim      | 50.000*                       |
| Canada (Music Canada) | 2× Bạch kim   | 40.000*                       |
| Canada (Music Canada) Ringtone | Bạch kim      | 40.000                        |
| Đan Mạch (IFPI Đan Mạch) | 2× Bạch kim   | 16.000^                       |
| Pháp (SNEP) | Vàng          | 200.000*                      |
| Đức (BVMI) | 3× Bạch kim   | 1.500.000‡                    |
| Italy | —             | 22.000                        |
| Ý (FIMI) since 2009 | Bạch kim      | 50.000‡                       |
| México (AMPROFON) Ringtone; Bamboo version | 2× Bạch kim   | 50.000*                       |
| México (AMPROFON) Ringtone; Clean version | Bạch kim+Vàng | 35.000*                       |
| México (AMPROFON) Ringtone; English version | 2× Bạch kim   | 50.000*                       |
| México (AMPROFON) Ringtone; Spanish version | Bạch kim      | 25.000*                       |
| New Zealand (RMNZ) | Vàng          | 5.000*                        |
| Tây Ban Nha (PROMUSICAE) | 2× Bạch kim   | 120.000‡                      |
| Thụy Sĩ (IFPI) | Bạch kim      | 30.000^                       |
| Anh Quốc (BPI) | 3× Bạch kim   | 1.800.000‡                    |
| Hoa Kỳ (RIAA) | 2× Bạch kim   | 4.100.000                     |
| Hoa Kỳ (RIAA) Mastertone | 2× Bạch kim   | 2.000.000*                    |
| Tổng hợp |               |                               |
| Thế giới | —             | 10.000.000                    |
| * Chứng nhận dựa theo doanh số tiêu thụ. ^ Chứng nhận dựa theo doanh số nhập hàng. ‡ Chứng nhận dựa theo doanh số tiêu thụ và phát trực tuyến. |               |                               |